# 森山松之助
森山松之助（1869年7月15日—1949年4月2日），日本大阪市出身的建築師，活躍於日本時代的台灣，師承辰野金吾。台灣總督府營繕課技師，任內設計監造許多官廳建築，其中包括臺灣總督府、臺灣總督府專賣局、臺南州廳、臺中州廳、臺北州廳等。

## 生平

### 早期
1869年7月15日，森山松之助出生於大阪市東區平野町，是家中長男。父親森山茂曾任派駐朝鮮的外交官，擔任日本與李氏朝鮮簽署《江華條約》（《日朝修好條規》）的全權大臣黑田清隆之隨員。後歷任元老院議官、富山縣知事、貴族院議員等職務，並獲封等同貴族待遇的名譽職「錦鶏間祗候」。森山松之助出生時，父親尚在朝鮮，然而，幼年父母離異的緣故，他幾乎由姑姑豐子、姑丈扶養長大。姑丈五代友厚是著名的薩摩藩士、大企業家，提供他豐裕無虞的經濟環境。

#### 求學
森山松之助自幼至東京求學，就讀學習院尋常中學、攻玉社中學。1893年，從第一高等学校畢業，這些都是全日本菁英匯聚的一流名校，從師長到校友都名人輩出。
森山松之助進入東京帝國大學工科大學造家學科（今東京大學建築系）師事辰野金吾，主要學習當時流行的新古典主義建築。1897年，森山松之助以第一名畢業作品「大學講堂（University Hall）」畢業。

#### 大學畢業後
在研究所期間，1898年受聘為日本第一銀行「建築係囑託」（相當於建築事務處約聘顧問），1900年獲任東京齒科醫學校理化講師及東京高等工學校講師。1906年受臺灣總督府聘僱而前往臺灣。

### 臺灣時期
1907年，森山松之助來臺灣，至1921年離開臺灣。在臺灣期間，他除了總督府營繕課的工作之外，不願擔任行政職務，全心進行設計業務。
他的作品包括大阪商船株式會社基隆支店、土木局廳舍、臺北水源地設施及長官官舍、台灣縱貫鐵路通車式設施、臺北電話交換室、水道課長官舍、臺南郵局、台灣總督府官邸改築、臺南地方法院、鐵道部、臺北州廳、臺中州廳、臺南州廳、臺灣總督府、專賣局、遞信部等等。他的許多作品仍留存至今而被指定為國定古蹟，是日治時期官方在臺灣留下最鮮明的建築設印記。
臺灣總督府竣工後，已在臺灣設計大量作品的森山表示，「臺灣已經沒有什麼可做的了」，遂於1921年辭官返日，在東京開設建築師事務所。

### 後期
| 1869年                   | 生於大阪市東區平野町（今中央区平野町），是貴族院議員森山茂之長男。                       |
| 1889年                   | 學習院尋常學校畢業並進入第一高等學校。                                                   |
| 1893年                   | 第一高等學校畢業，同年進入東京帝國大學工科大學造家學科（今東京大學工學院建築系）。       |
| 1897年                   | 以第一名成績於東京帝國大學畢業，教師為知名建築師辰野金吾 。                              |
| 1898年                   | 擔任日本第一銀行建築事務所「囑託」（即約聘人員） 。                                      |
| 1900年                   | 擔任東京高等工業學校建築學講師 及東京齒科醫學校理化講師。                                |
| 1907年 5月               | 擔任台灣總督府營繕課「囑託」技師，並參加總督府廳舍新建工程競圖。（大正10年，1921年離台） |
| 1909年 4月               | 台灣總督府廳舍第二階段競圖公告落選                                                       |
| 1910年 11月              | 就任總督府民政部土木局營繕課建築技師。                                                   |
| 1912年 6月4日            | 專任台灣總督府殖產局商工課技師 。                                                        |
| 1915年                   | 始兼任臺灣勸業共進會工務部營繕係事務委員 。                                              |
| 1916年 4月4日            | 始兼任臺灣勸業共進會審查部審查官 。                                                      |
| 1912年 10月－1914年 11月 | 為台灣總督府營繕建築構造與設備問題奉派至歐美考察 。                                      |
| 1918年                   | 奉派至中國上海及武漢出差 。                                                              |
| 1921年                   | 離開臺灣，返回日本。                                                                     |
| 1922年                   | 在東京開設森山松之助建築事務所。                                                         |

## 作品
- 臺灣

| 名稱                     | 年代       | 所在地 | 備註 |
| ------------------------ | ---------- | ------ | --- |
| 臺灣縱貫鐵路通車式牌樓   | 1908年9月  | 臺中   | |
| 臺北電話交換所           | 1908年     | 臺北   | 為臺灣首座RC建築，屋頂為平頂，建築結構設計由德見常雄及十川嘉太郎兩技師負責。舊址位於今衡陽路91號台灣肥料公司總部。 |
| 臺北水道唧筒室           | 1908年11月 | 臺北   | 現為自來水博物館，為直轄市定古蹟「台北水道水源地」，指定範圍唧筒室、觀音山蓄水池、量水室、渾水抽水站為古蹟本體。   |
| 總督府土木局水道課長官舍 | 1909年     | 臺北   | 1922年改建為「原臺灣軍司令官官邸」                                                                                 |
| 總督府臨時工事部廳舍     | 1909年     | 臺北   | |
| 臺南郵便局               | 1910年     | 臺南   | 舊址位於今中西區民生路一段與忠義路二段路口，1972、1973年左右拆除。                                                 |
| 臺灣總督官邸改築工程     | 1912年     | 臺北   | 現為臺北賓館及國定古蹟。                                                                                           |
| 臺灣瓦斯株式會社         | 1912年     | 臺北   | 部分設施於2005年打造為「臺北市電影主題公園」。                                                                     |
| 臺南地方法院             | 1913年     | 臺南   | 今位於臺南市中西區府前路，為國定古蹟。                                                                             |
| 臺中州廳                 | 1913年     | 臺中   | 現為臺中市政府州廳辦公室，2002年7月公告登錄為臺中市歷史建築，2006年11月公告指定為市定古蹟「臺中州廳」。            |
| 大阪商船株式會社基隆支店 | 1914年     | 基隆   | 二次世界大戰末期遭受空襲，因而損毀，現已不存。                                                                     |
| 臺灣總督府交通局鐵道部   | 1915年     | 臺北   | 現為國定古蹟「臺灣總督府鐵道部(廳舍、八角亭、戰時指揮中心、台北工場、工務室、電源室、食堂)」。                     |
| 臺北州廳                 | 1915年     | 臺北   | 現為監察院及國定古蹟。                                                                                             |
| 臺南州廳                 | 1916年     | 臺南   | 現為「國立臺灣文學館」和「文化部文化資產局文化資產保存研究中心」，以及國定古蹟「原臺南州廳」                       |
| 臺灣總督府               | 1919年     | 臺北   | 競圖階段為長野宇平治，森山則擔任施行階段設計，現為中華民國總統府廳舍及國定古蹟「總統府」。                             |
| 新竹神社                 | 1920年     | 新竹   | |
| 總督府專賣局             | 1922年     | 臺北   | 現為臺灣菸酒公司總公司及國定古蹟「專賣局（菸酒公賣局）」。                                                         |
| 總督府交通局遞信部       | 1925年     | 臺北   | 今直轄市定古蹟「臺灣總督府交通局遞信部」，2008年前為交通部廳舍，現為國史館及總統副總統文物館。                     |
| 臺南神社                 | 1925年     | 臺南   | |

- 日本

| 名稱                 | 年代   | 所在地 | 備註 |
| -------------------- | ------ | ------ | --- |
| 東京勸業博覽會臺灣館 | 1907年 | 東京   | |
| 名古屋博覽會臺灣館   | 1910年 | 名古屋 | |
| 七條大橋             | 1915年 | 京都   | |
| 舊久邇宮邸           | 1924年 | 東京   | 現為聖心女子大學宮殿。 |
| 本所公會堂           | 1926年 | 東京   | 曾為兩國公會堂，2015年拆除。原地現為刀劍博物館。 |
| 新宿御苑臺灣閣       | 1927年 | 東京   | 都選定歷史建造物，為慶祝裕仁皇太子(後來的昭和天皇)成婚紀念建築。萬字形平面，屋頂形式及內部裝飾仿效閩南式建築，從臺灣運送大量臺灣杉柱子，臺灣扁槲樹和台灣檜作為鑲板。 |
| 舊蜂須賀邸           | 1927年 | 東京   | 今已不存在。 |
| 下諏訪溫泉片倉館     | 1928年 | 長野   | 為長野縣諏訪市重要文化財 |
| 東京歯科醫學専門學校 | 1929年 | 東京   | 已不存在，舊址為今東京歯科大學水道橋校舎。 |
| 東京律師會館         | 1932年 | 東京   | 今已不存在。 |

## 圖片

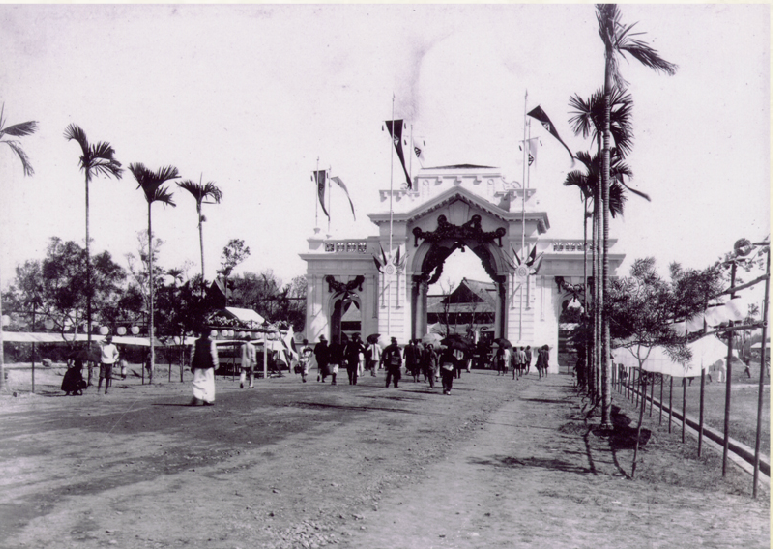
臺灣縱貫鐵路通車式牌樓（1908年、臺中市）
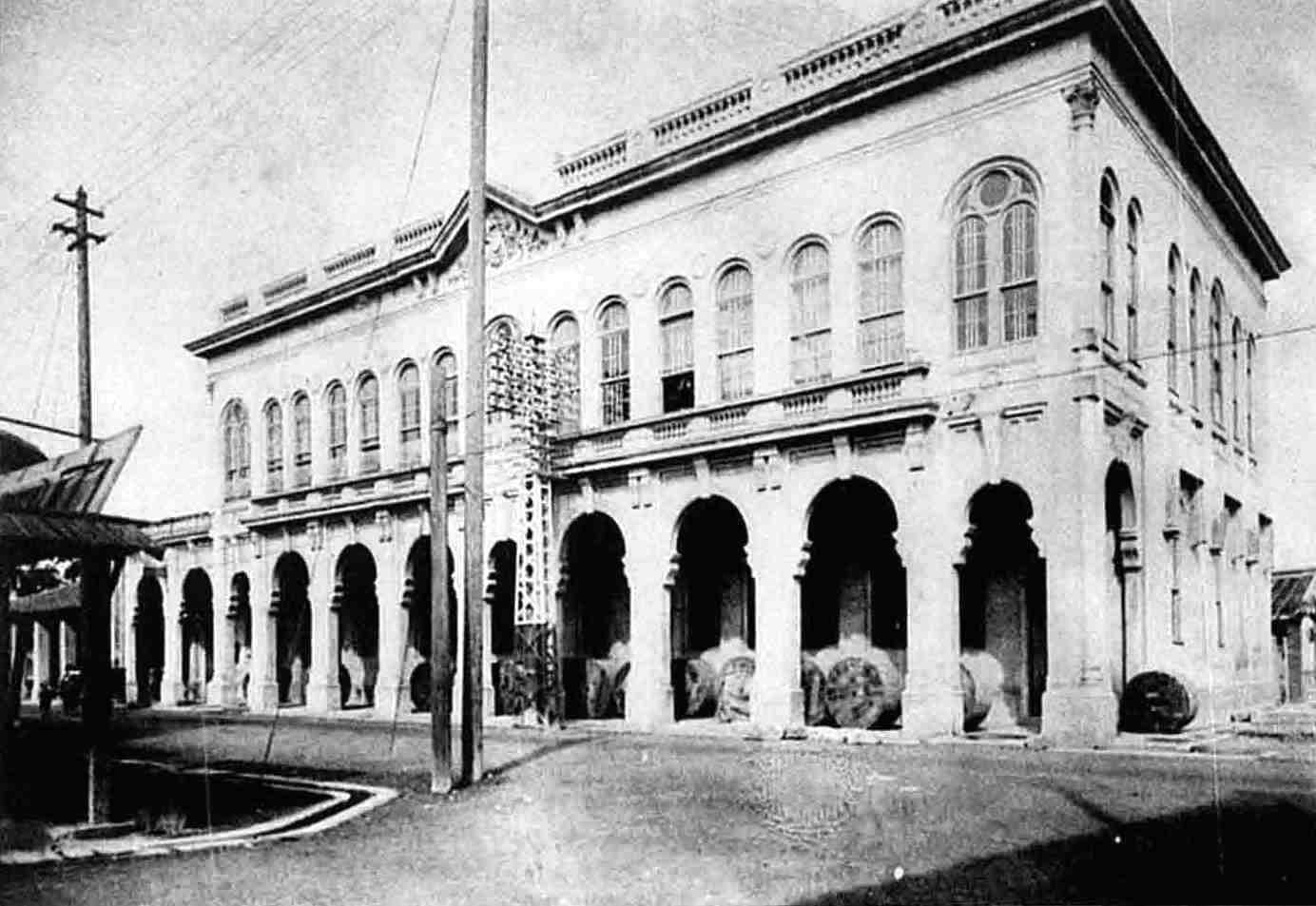
臺北電話交換所 （1908年、臺北市）
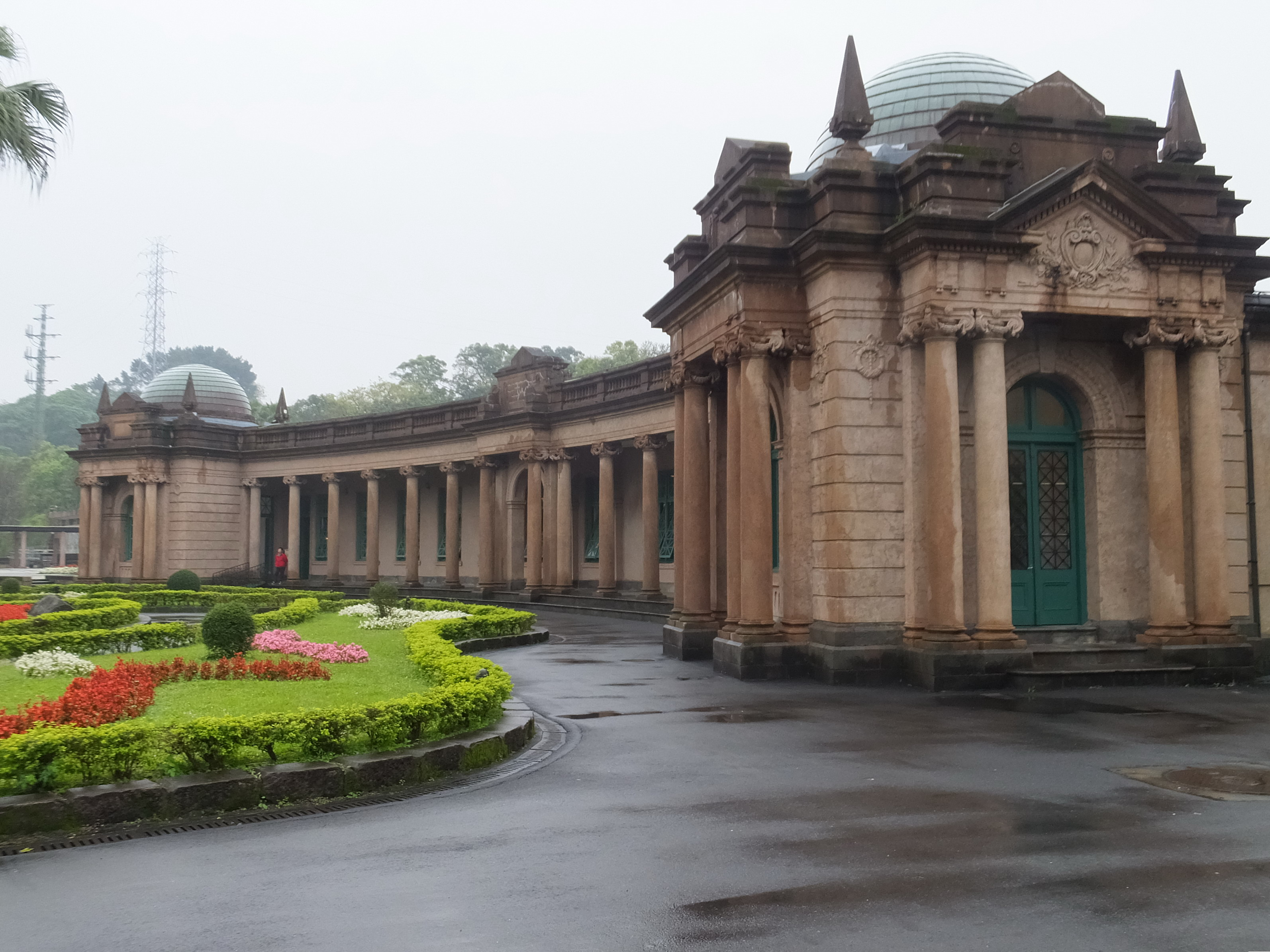
臺北水道唧筒室 （1908年、臺北市）
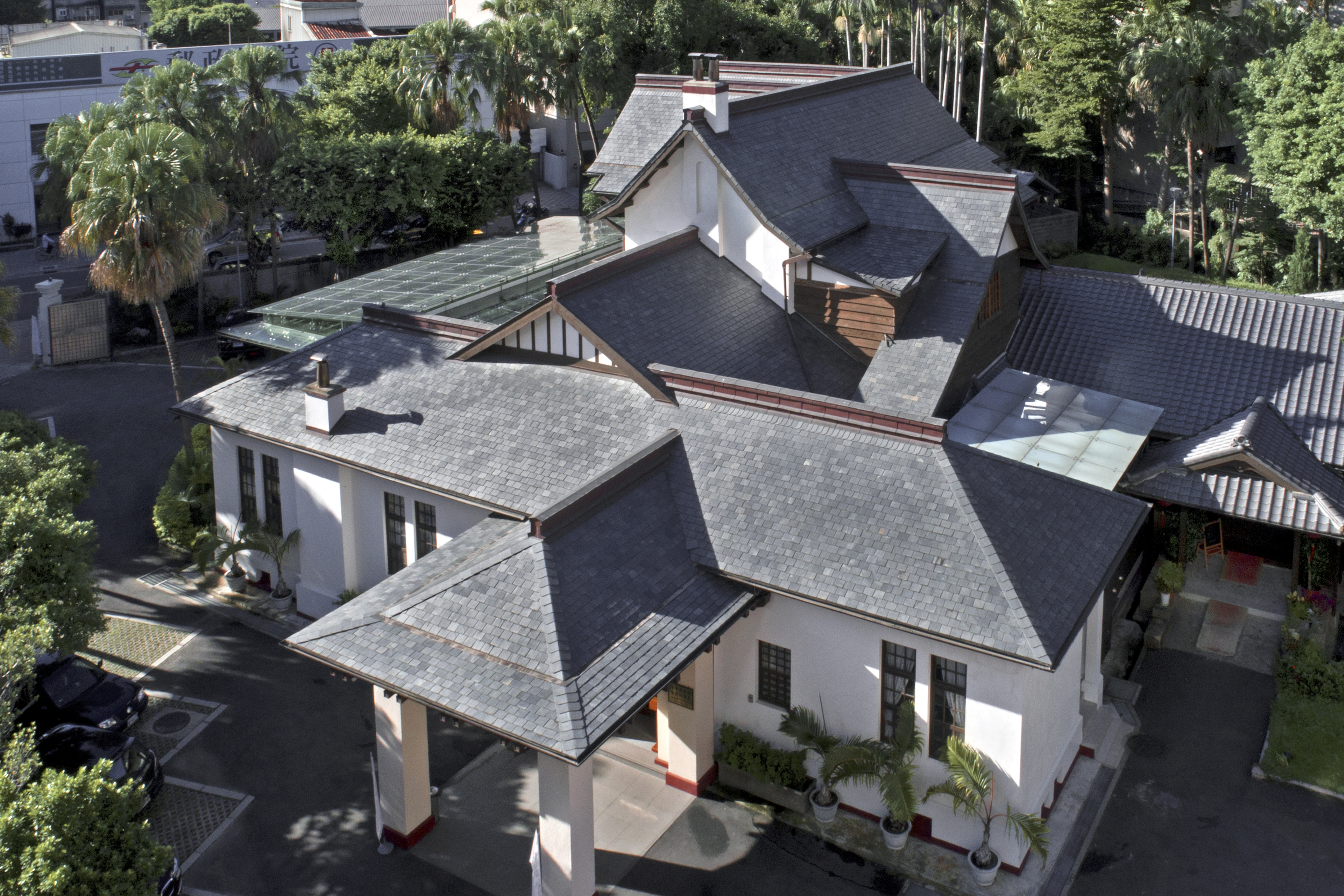
總督府土木局水道課長官舍（1909年、臺北市）
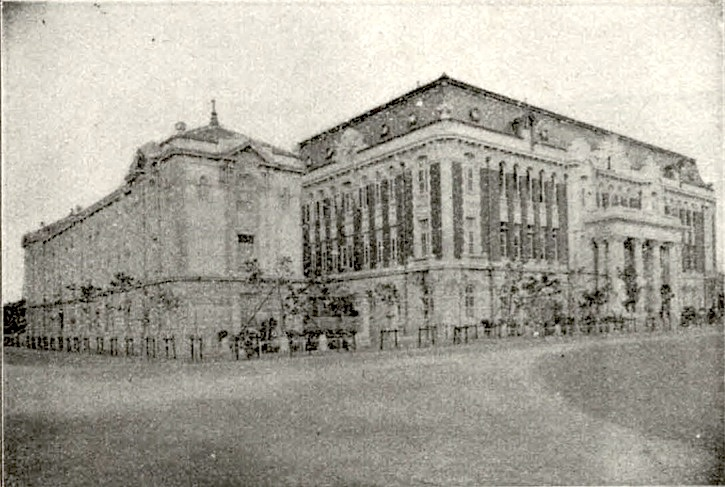
總督府臨時工事部廳舍 （1909年、臺北市）
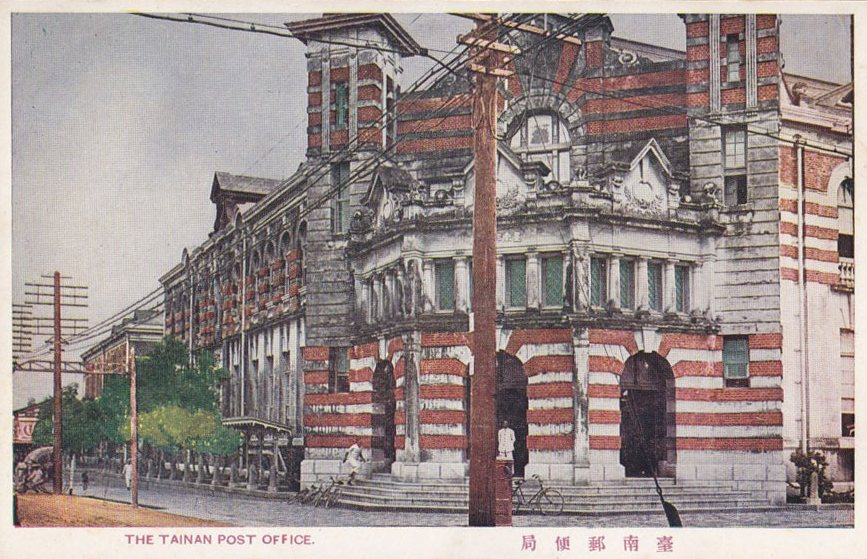
臺南郵便局 （1910年、臺南市）
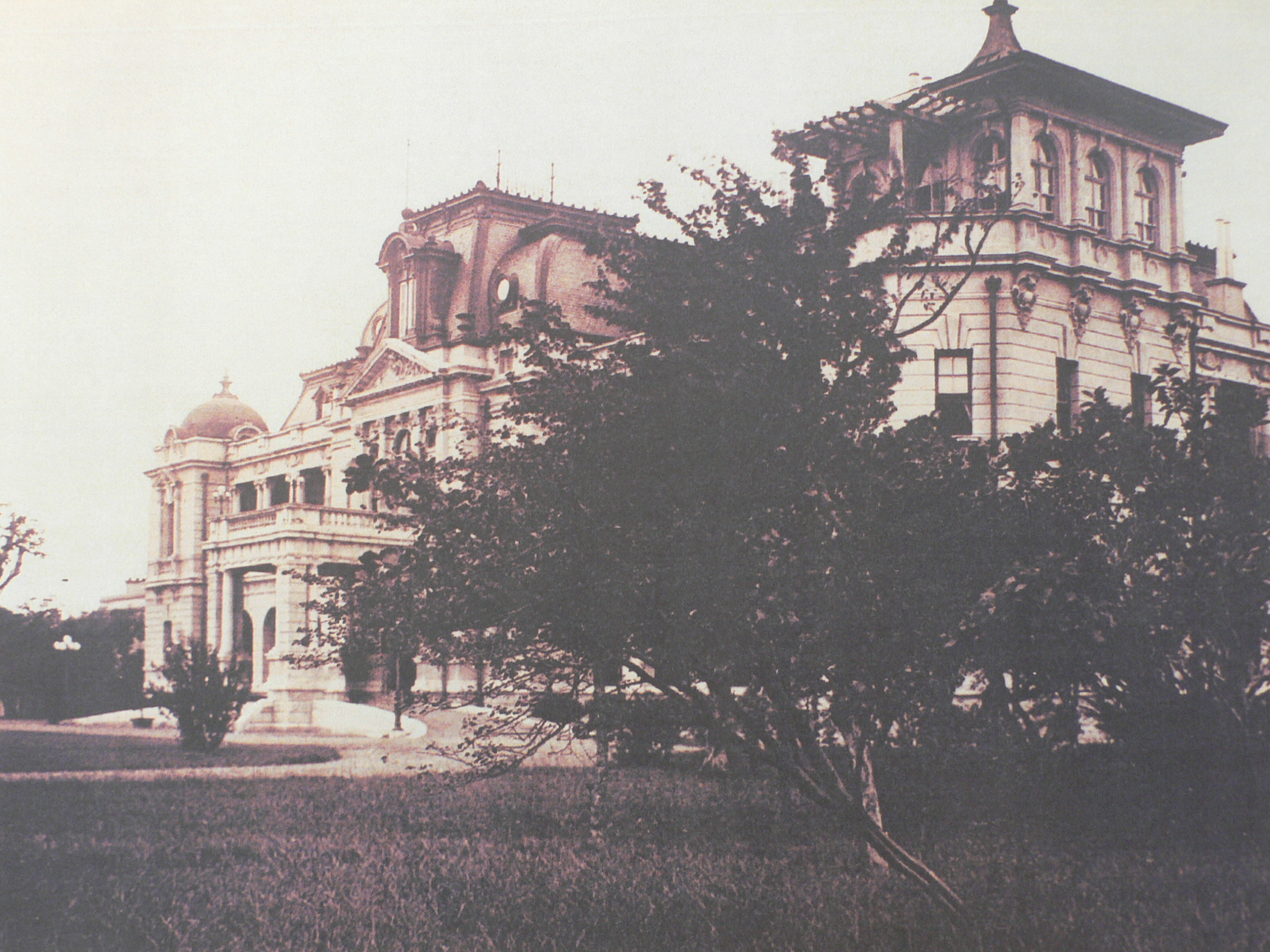
臺灣總督官邸・改築 （1912年、臺北市）
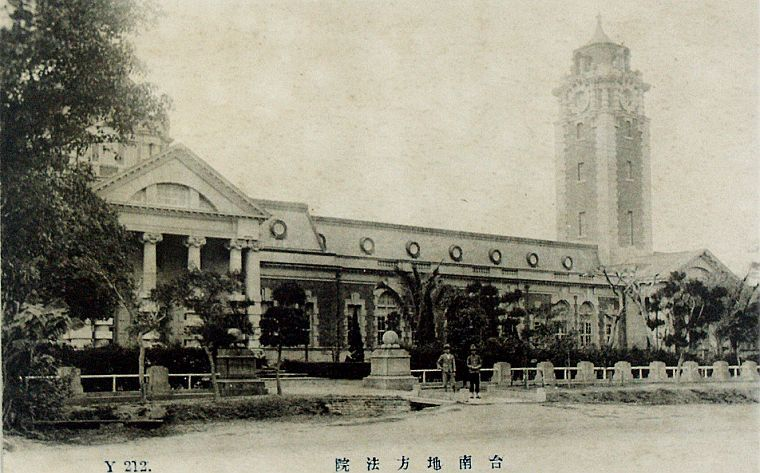
臺南地方法院 （1913年、臺南市）
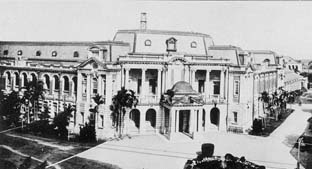
臺中州廳 （1913年、臺中市）
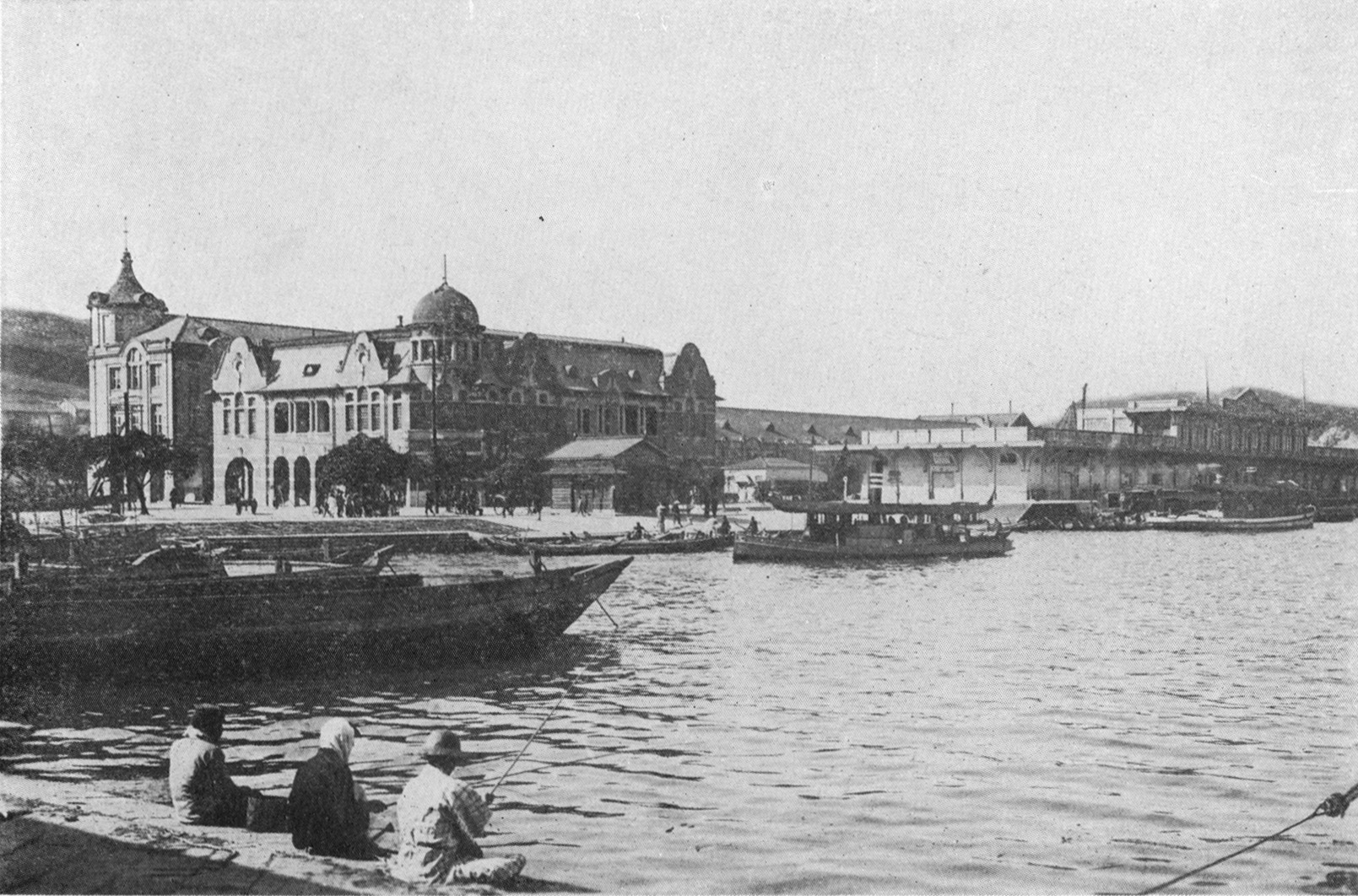
大阪商船株式會社基隆支店（1914年、基隆市）
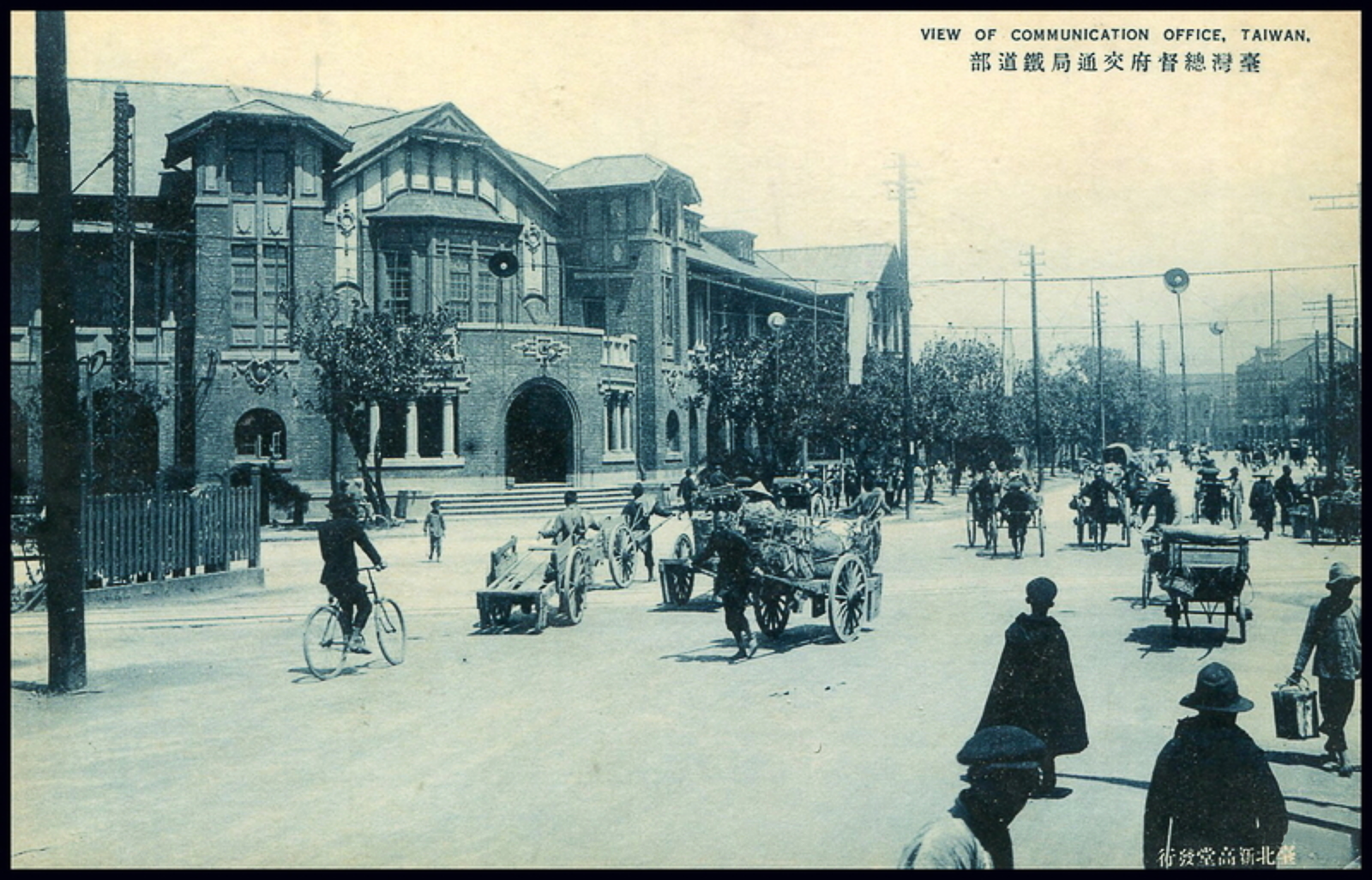
臺灣總督府交通局鐵道部（1915年、臺北市）
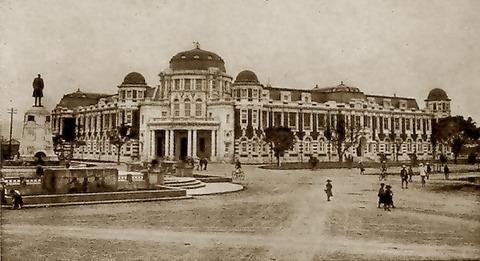
臺北州廳 （1915年、臺北市）
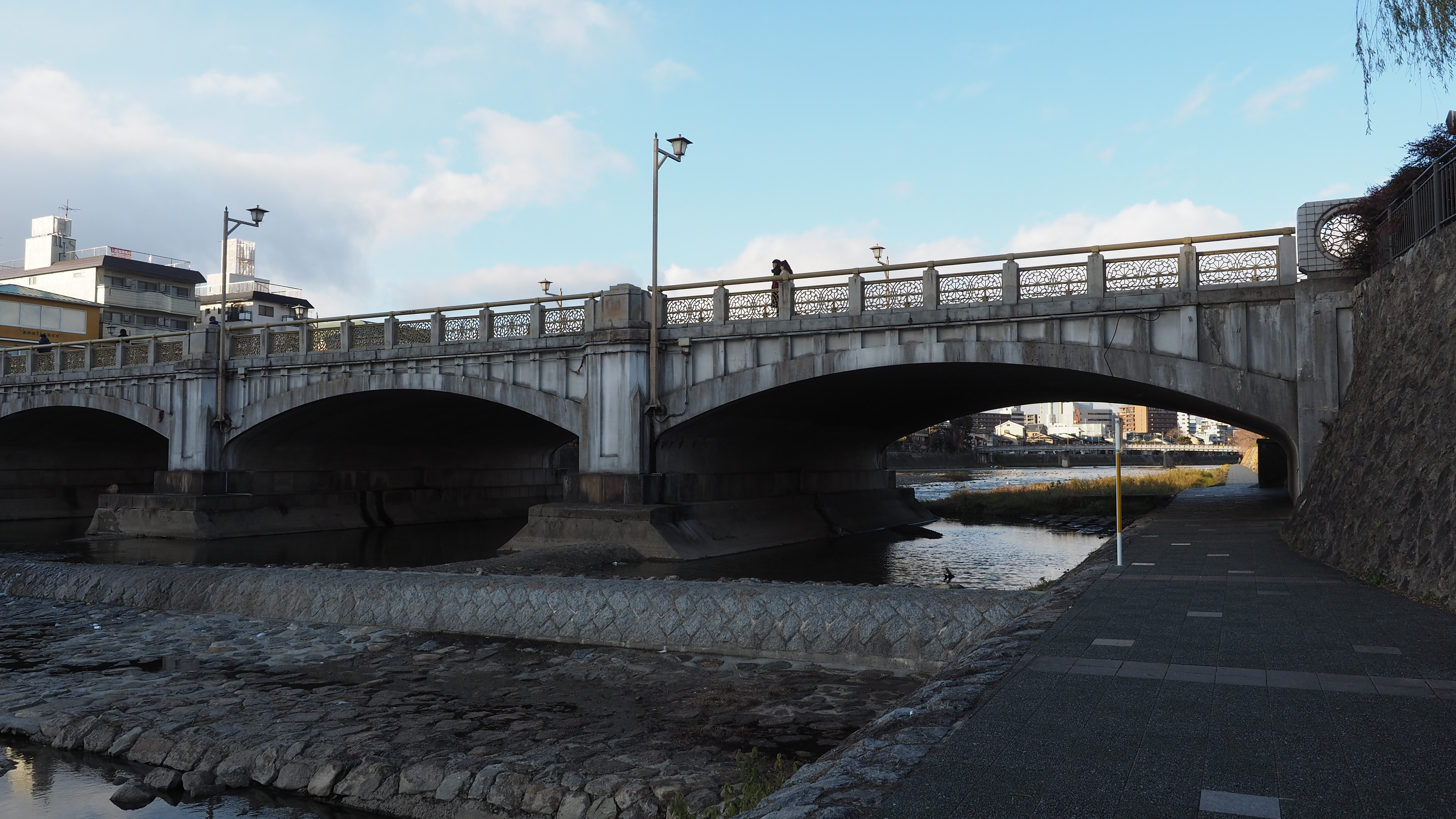
七條大橋 （1915年、京都）
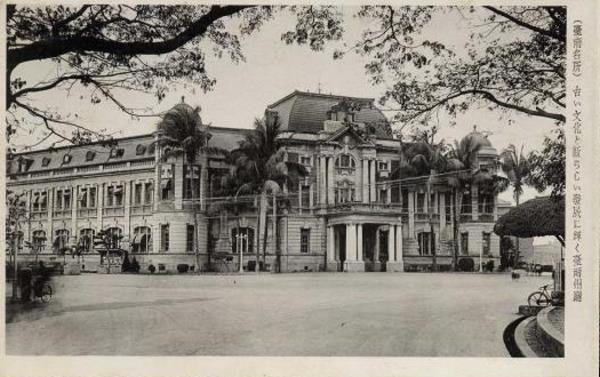
臺南州廳 （1916年、臺南市）
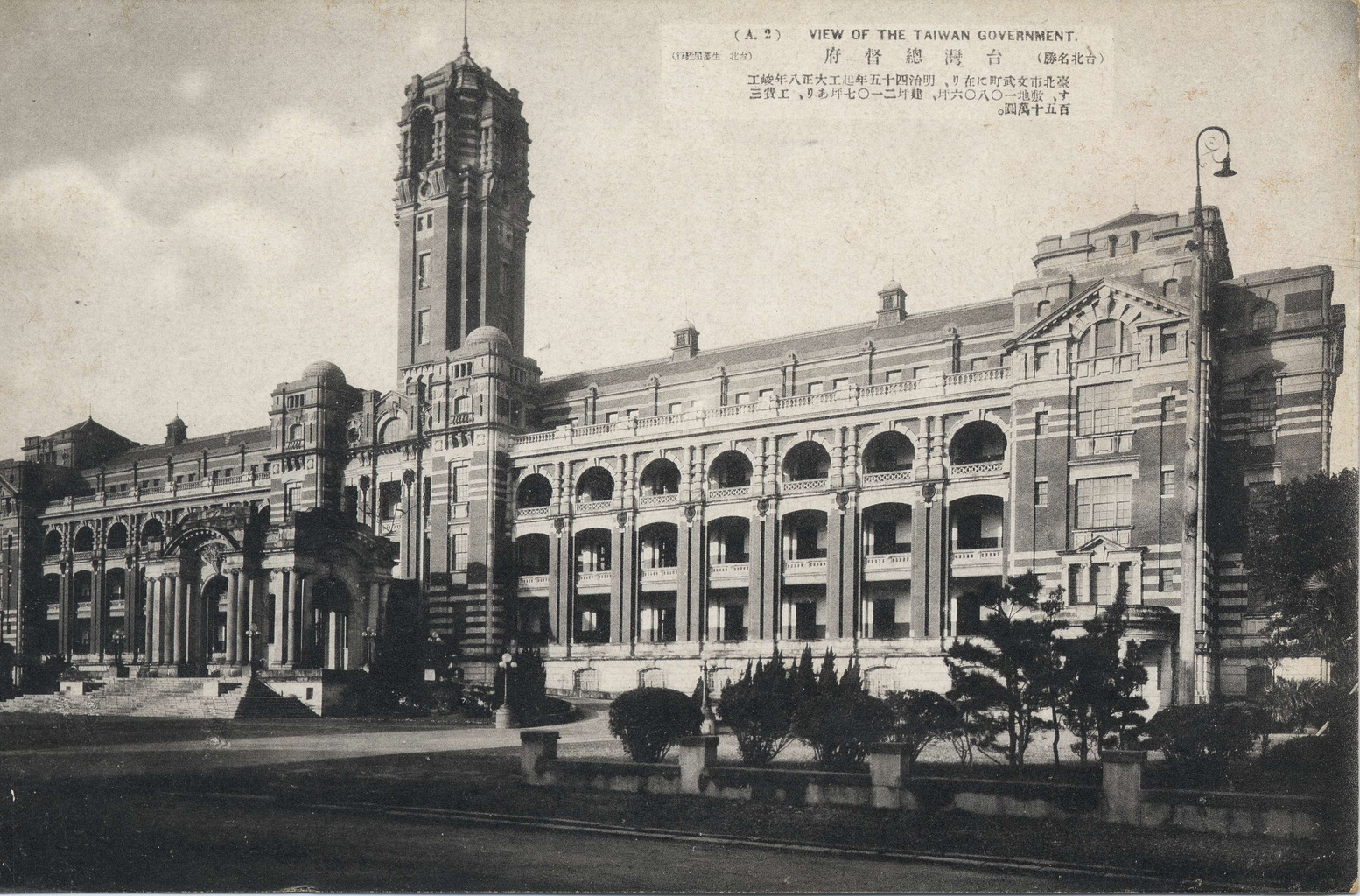
臺灣總督府 （1919年、臺北市）
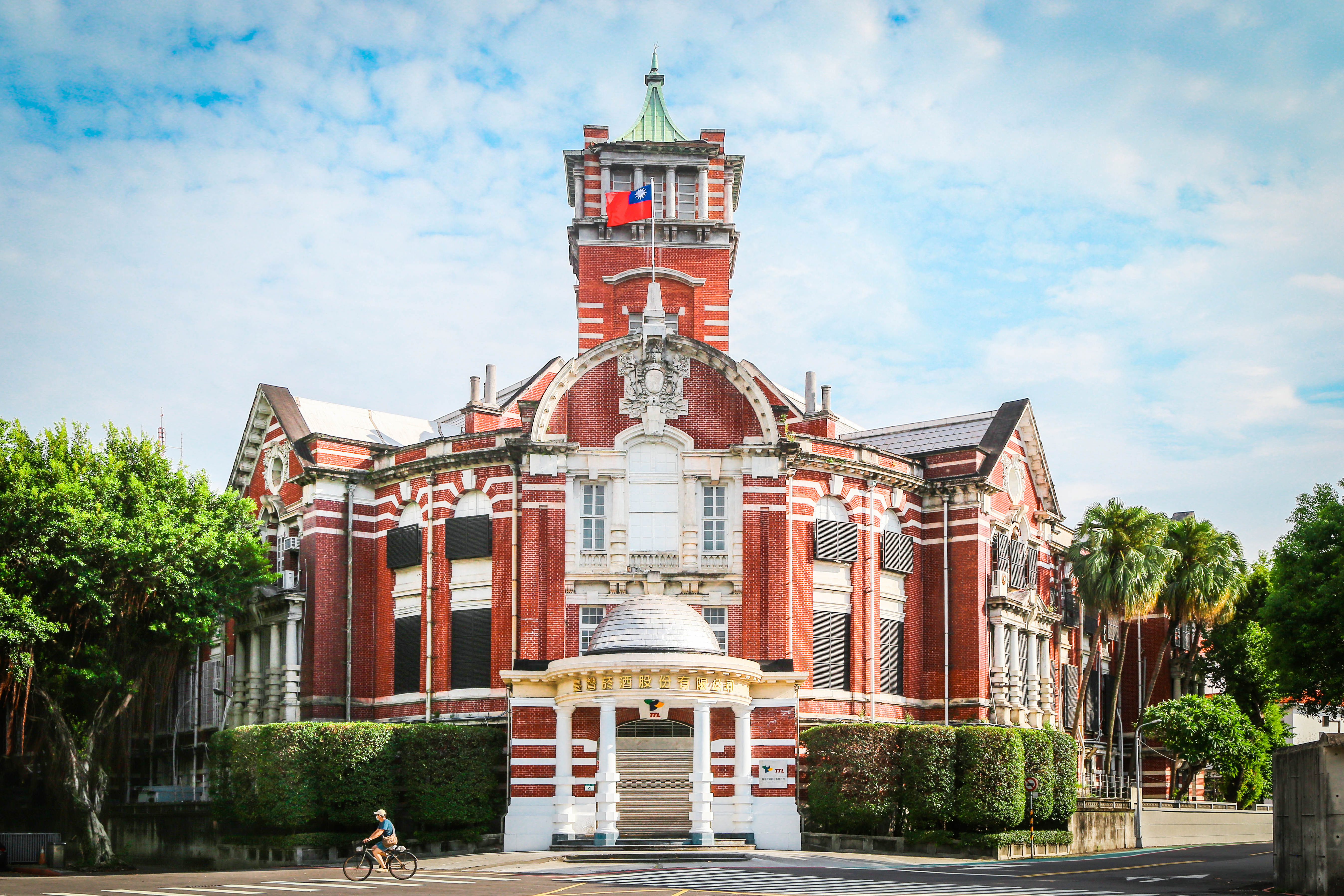
總督府專賣局 （1913年、臺北市）
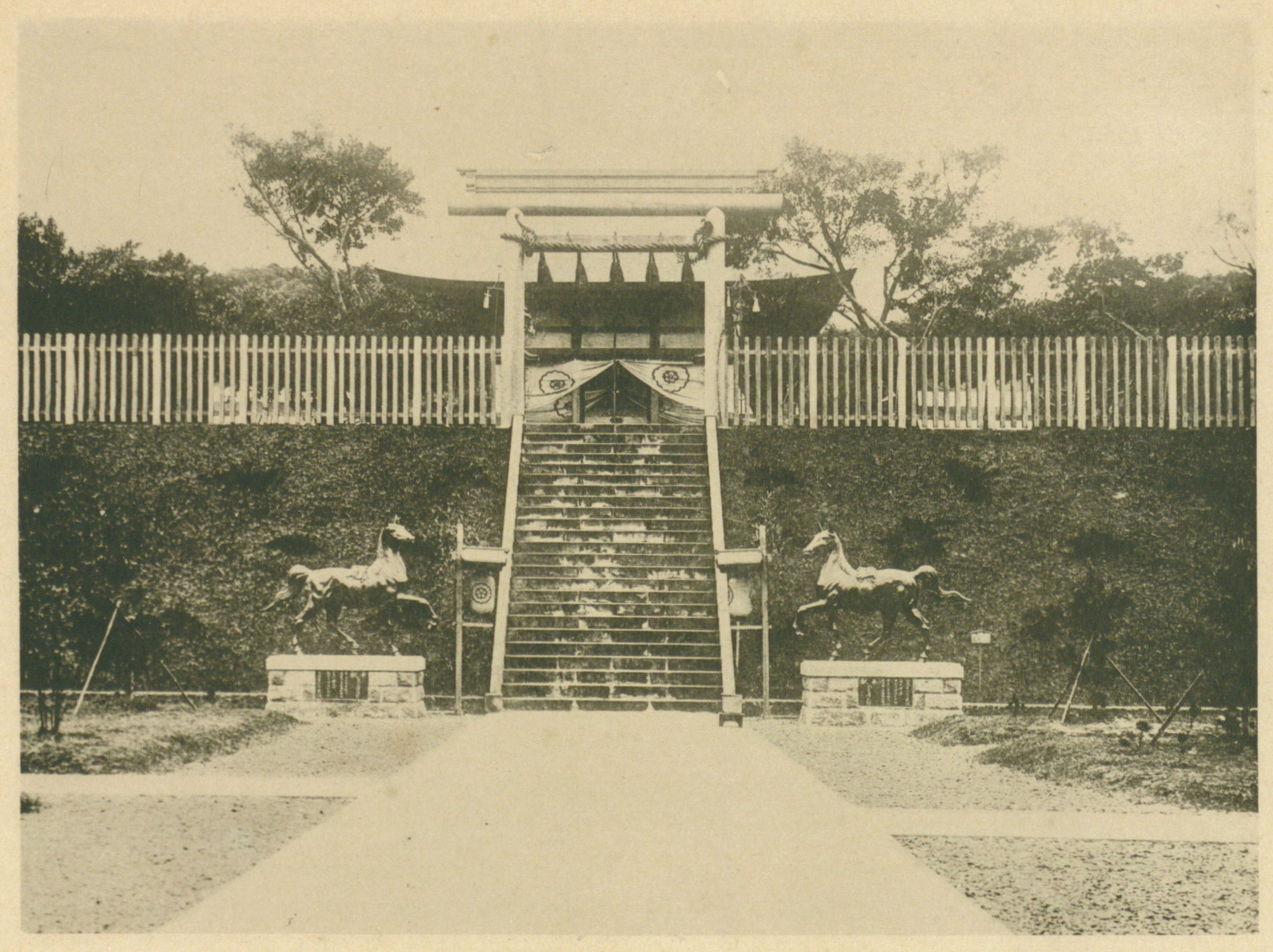
新竹神社 （1920年、新竹市）
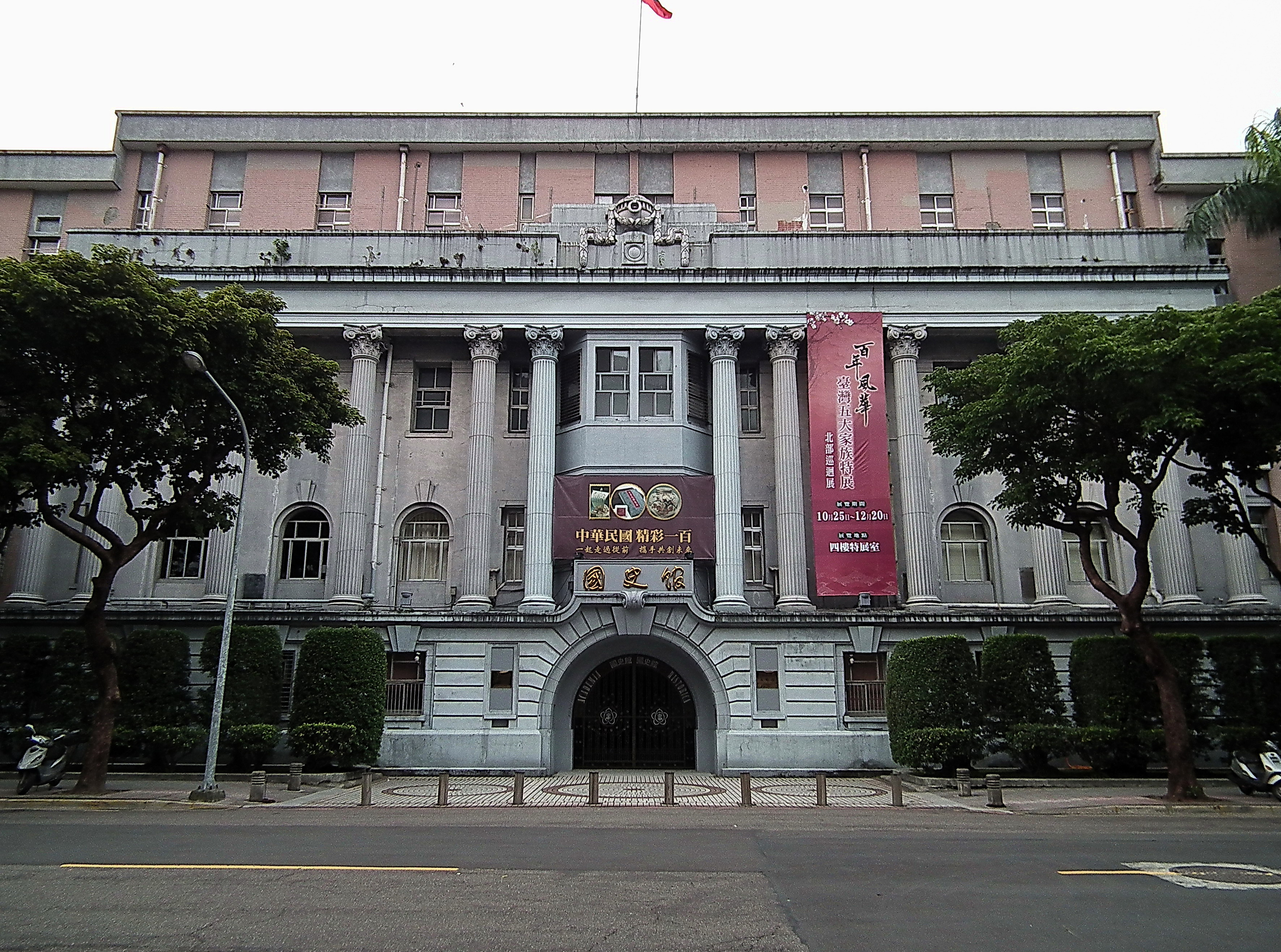
總督府交通局遞信部 （1925年、臺北市）
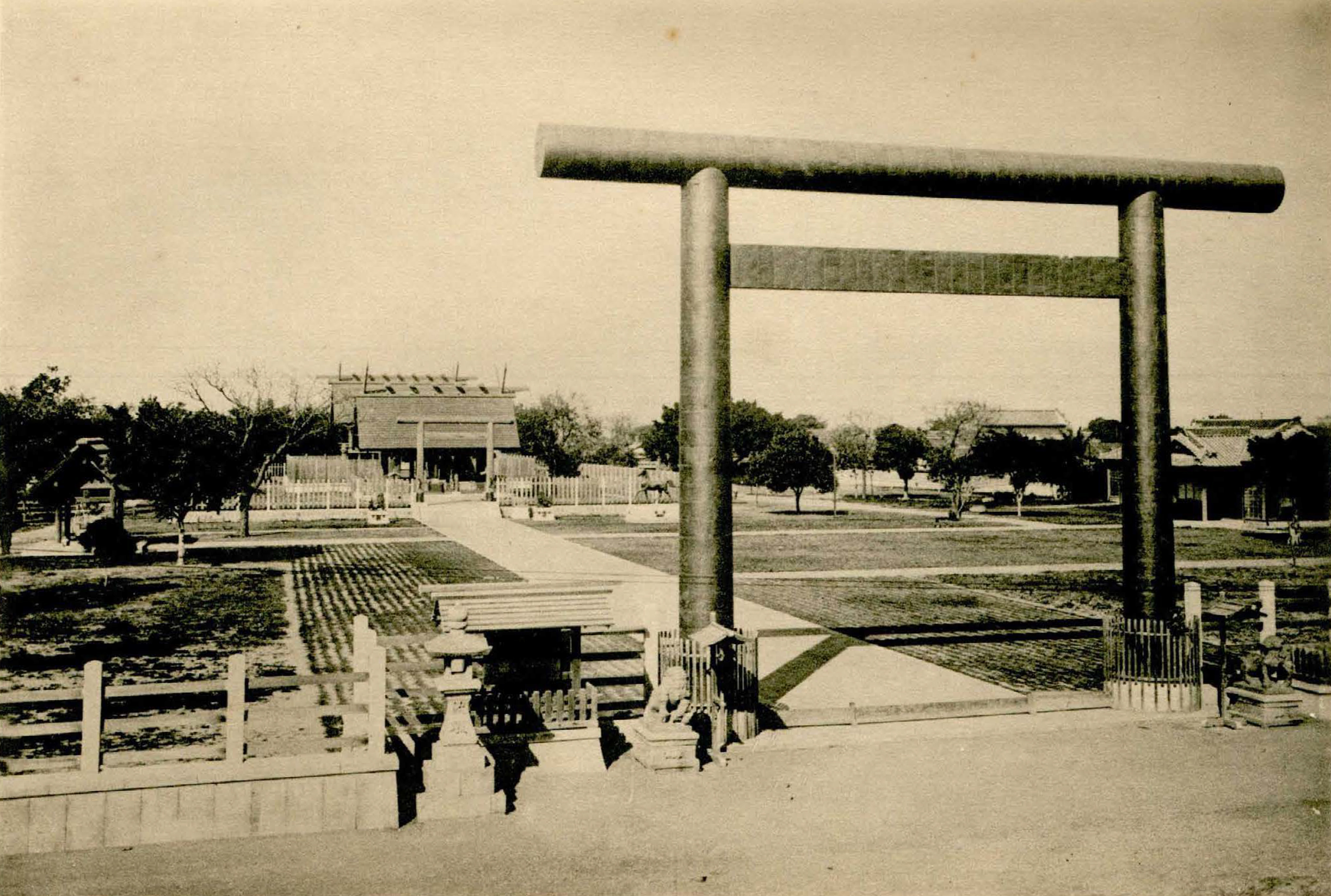
臺南神社 （1925年、臺南市）
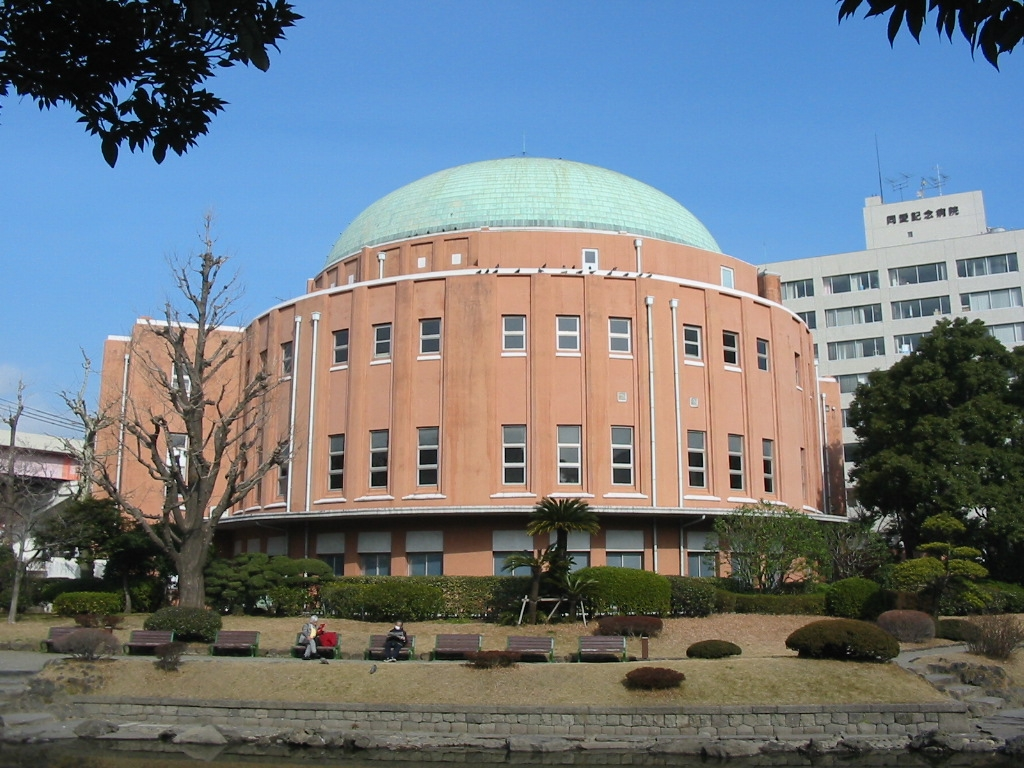
本所公會堂 （1926年、東京）
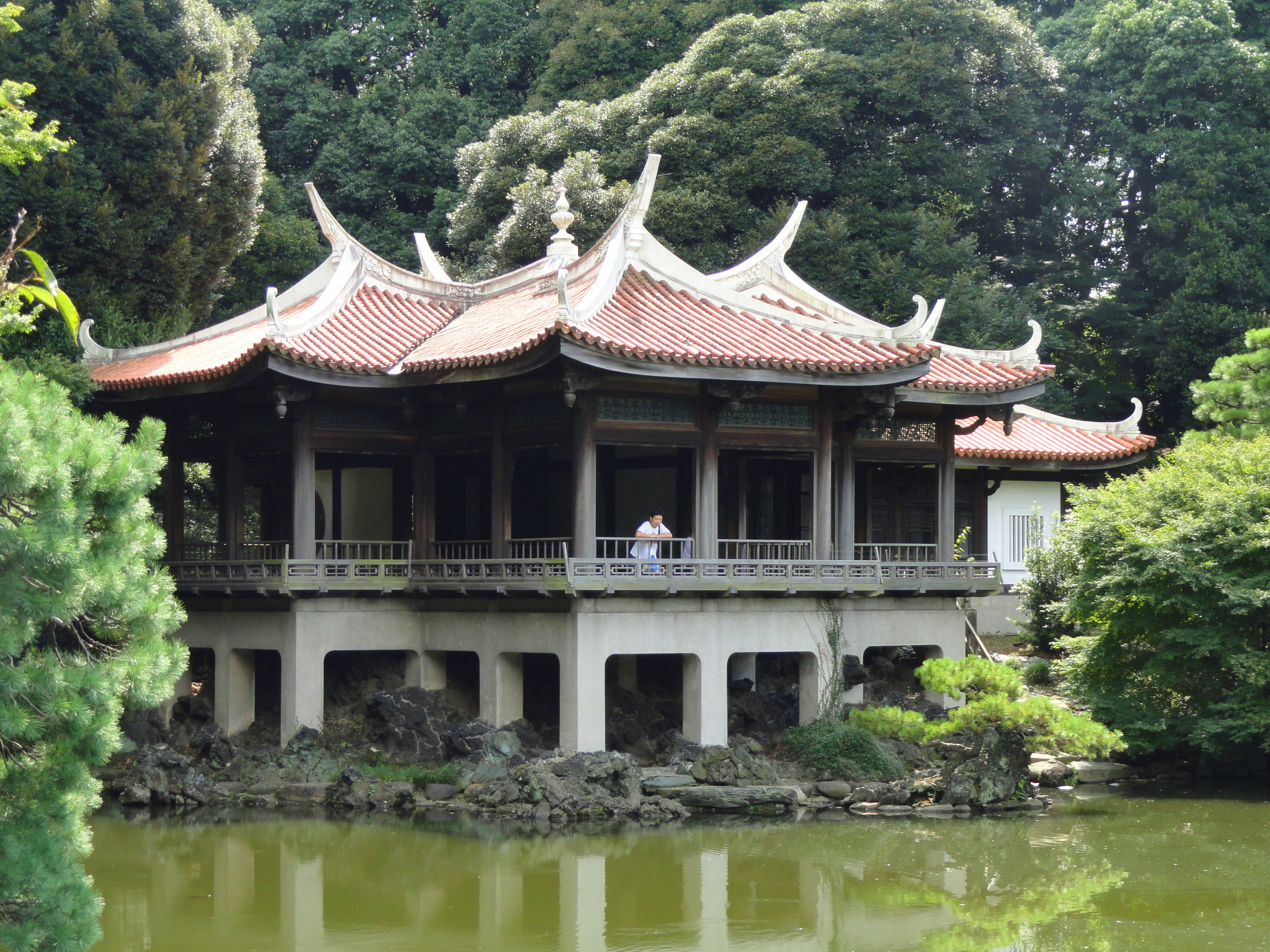
新宿御苑臺灣閣 （1927年、東京）
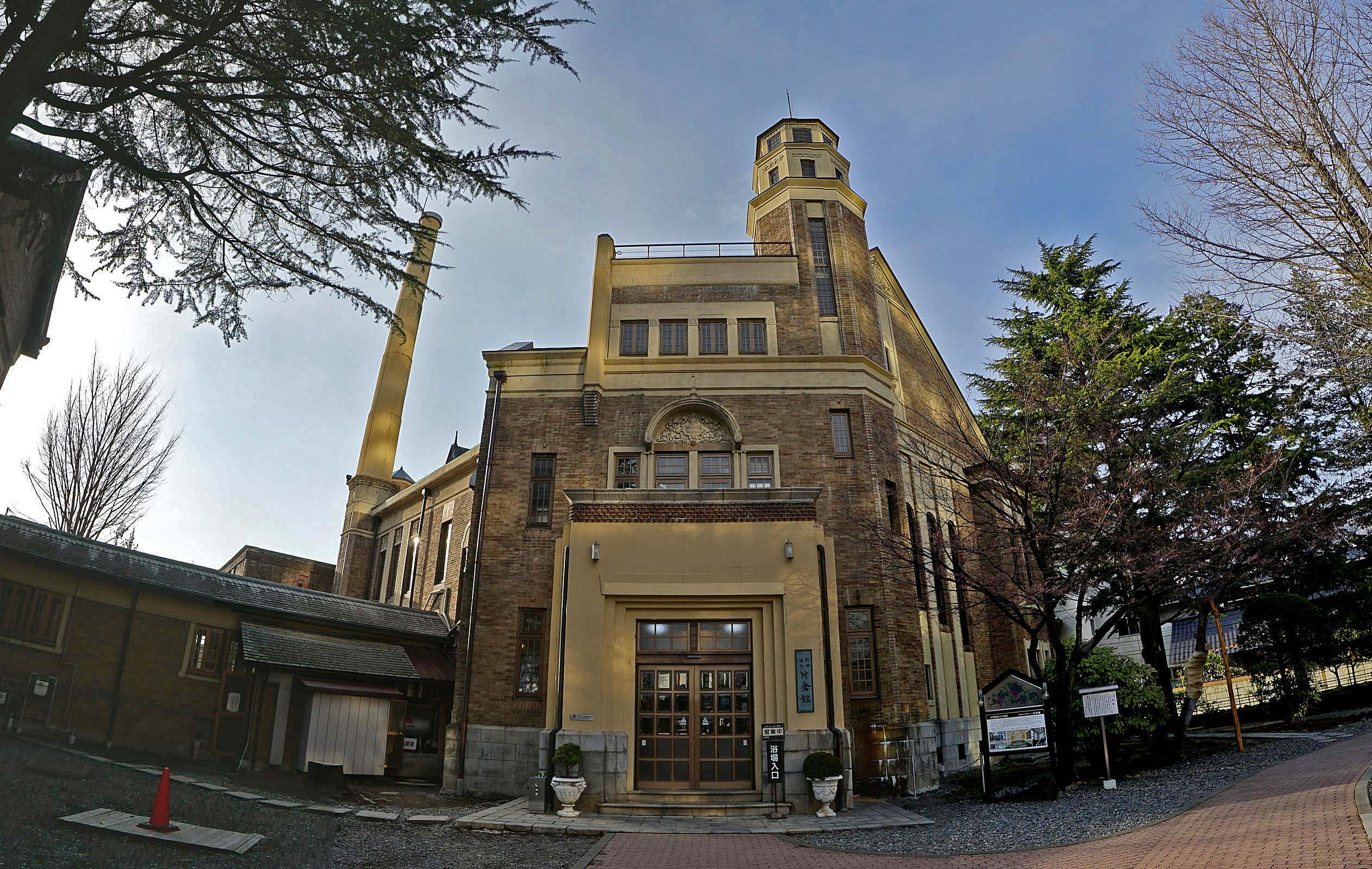
下諏訪溫泉片倉館 （1928年、長野）

## 註腳
1. ↑  國立台灣文學館. .   [2017-11-11]. （原始内容存档于2017-06-01）.
2. ↑  凌宗魁，華麗官廳的締造者─森山松之助：《紙上明治村2丁目》選摘（1）
3. ↑  國立台灣文學館. .   [2017-11-11]. （原始内容存档于2017-06-01）.

## 外部連結
- 陳正哲。2009。「臺灣大百科全書/森川松之助 （页面存档备份，存于）」
- 公共電視台。「異人的足跡：打造台灣公共建築風貌的舵手－森山松之助 （页面存档备份，存于）」
- 森山松之助大學畢業作品：A UNIVERSITY HALL 「東京帝國大學工學部建築學科卒業計畫圖，資料番号：102210261432 （页面存档备份，存于）」